# الديرس (الدقهلية)
قرية الديرس هي إحدى القرى التابعة لمركز أجا في محافظة الدقهلية في جمهورية مصر العربية. 

## تاريخ القرية
تعد قرية الديرس من القرى القديمة، واسمها الأصلي «تدارس»، وقد ورد ذكر القرية باسمها القديم في كتاب «قوانين ابن مماتي» لابن مماتي وفي «تحفة الإرشاد» حيث ورد فيهما أنها من أعمال «كورة المرتاحية». كما ذكر ابن الجيعان في كتابه «التحفة السنية بأسماء البلاد المصرية» اسمها محرفًا «مدارس»، وأنها من أعمال الدقهلية والمرتاحية. ثم تحرّف اسمها في العصر العثماني واستقر على هيئته الحالية «الدّيرِس» حيث ورد اسمها كذلك في المكاتبات الرسمية منذ سنة 1228 هـ.

## السكان
حسب إحصاءات سنة 2006، بلغ إجمالي السكان في الديرس 7796 نسمة، منهم 3988 رجل و3808 امرأة.